# Stéphane Gomez
Stéphane Gomez (Francia, 2 de agosto de 1976) es un nadador francés retirado especializado en pruebas de larga distancia en aguas abiertas, donde consiguió ser subcampeón mundial en 2001 en los 25 km en aguas abiertas.

## Carrera deportiva
En el Campeonato Mundial de Natación de 2001 celebrado en Fukuoka (Japón), ganó la medalla de plata en los 25 km en aguas abiertas, con un tiempo de 5:26:00 segundos, tras el ruso Yuri Kudinov (oro con 5:25:32 segundos) y por delante de su paisano francés Stéphane Lecat (bronce con 5:26:36 segundos).